# 오치 하야토
오치 하야토(일본어: 越智 隼人, 1982년 7월 17일 ~ )는 일본의 전 축구 선수이다.

## 구단 경력
과거 세레소 오사카, 몬테디오 야마가타에서 활동하였다.